# Ariel Rodríguez
Eithel Ariel Rodríguez Araya (San José, 22 aprile 1986) è un ex calciatore costaricano, di ruolo centrocampista.